# Leucania hampsoni
Leucania hampsoni là một loài bướm đêm trong họ Noctuidae.